# Ярочински окръг
Ярочински окръг (на полски: Powiat jarociński) е окръг в Централна Полша, Великополско войводство. Заема площ от 587,26 км2. Административен център е град Ярочин.

## География
Окръгът се намира в историческия регион Великополша. Разположен е в централната част на войводството.

## Население
Населението на окръга възлиза на 71 531 души (2012 г.). Гъстотата е 122 души/км2.

## Административно деление
Административно окръгът е разделен на 4 общини.
Градско-селски общини:
- Община Жерков
- Община Ярочин

Селски общини:
- Община Котлин
- Община Ярачево

## Галерия
- Жерков
- Ярочин